# Max Angst
Max Angst (n. 3 iulie 1921, Eglisau⁠(d), cantonul Zürich, Elveția – d. 21 ianuarie 2002) a fost un bober ce a reprezentat Elveția, medaliat olimpic. A participat la o ediție a Jocurilor Olimpice (1956) în care a câștigat o medalie de bronz.

## Participări
Lista de mai jos prezintă principalele competiții la care a participat Max Angst de-a lungul carierei.
- bobsleigh at the 1956 Winter Olympics – two-man[*]